# Eparchie čitská
Eparchie Čita je eparchie ruské pravoslavné církve nacházející se v Rusku.

## Území a titul biskupa
Zahrnuje správní hranice území města Čita a také Akšinského, Krasnočikojského, Kyrinského, Petrovsk-Zabajkalského, Uljotovského, Chilokského a Čitinském rajónu Zabajkalského kraje.
Eparchiálnímu biskupovi náleží titul biskup čitský a petrovsk-zabajkalský

## Historie
Po připojení Zabajkalska k ruskému státu v 17. století bylo území součástí sibiřské tobolské eparchie. Od roku 1727 se území stalo součástí irkutské eparchie a od roku 1862 selenginského vikariátu irkutské eparchie.
Dne 12. března 1894 schválil car Alexandr III. Alexandrovič rozhodnutí Nejsvětějšího synodu o zřízení zabajkalské eparchie se sídlem v Čitě.
Pravoslavné obyvatelstvo v eparchii v roce 1900 čítalo 401 758 lidí, měla 338 chrámů, 225 modliteben a časoveň a 4 monastýry. V eparchii fungovalo také Čitské duchovní učiliště.
Ve 20. letech zde působily renovátoři ale je těžké jednoznačně určit, zda k nim patřili biskupové z Čity. Roku 1930 byla eparchie neobsazena a dostala se do jurisdikce locum tenens patriarchálního trůnu metropolity Sergije (Stragorodského). Dne 21. ledna 1931 Renovační synod rozdělil Sibiřskou metropoli Ruské pravoslavné církve na Západní a Východní eparchie čitská se rozhodla být její součástí. Roku 1936 bylo rozhodnuto o zrušení eparchie a její území bylo převedeno k irkutské eparchii.
Roku 1948 byla obnovena irkutská eparchie, která zahrnovala mimo jiné území Zabajkalska. Eparchiální biskup nesl titul irkutský a čitský. Věřícím ze Zabajkalska se podařilo otevřít jen několik chrámů; po Chruščovově pronásledování zůstaly v Čitské oblasti pouze dva fungující chrámy.
Dne 21. dubna 1994 byla rozhodnutím Svatého synodu obnovena čitská eparchie ve svých původních hranicích.
Dne 10. října 2009 byla rozhodnutím Svatého synodu zřízena z části území eparchie nová eparchie ulan-udenská a 25. prosince 2014 eparchie něrčinská.
Názvy:
- zabajkalská a něrčinská (do roku 1922)
- čitská a něrčinská (?) (1927–1939)
- zabajkalská a čitská (1930–1934)
- čitská a zabajkalská (1934–1936, 1994–2009)
- čitská a krasnokamenská (2009–2014)
- čitská a petrovsk-zabajkalská (od 25. prosince 2014)

## Seznam biskupů
- 1894–1898 Georgij (Orlov)
- 1898–1898 Nikodim (Preobraženskij)
- 1898–1912 Mefodij (Gerasimov)
- 1912–1916 Ioann (Smirnov)
- 1916–1927 Meletij (Zaborovskij) od roku 1920 v emigraci v Číně
  - 1922–1923 Sofronij (Starkov) dočasný správce
  - 1924–1926 Daniil (Šerstěnnikov) dočasný správce
- 1927–1930 Jevsevij (Rožděstvenskij) svatořečený mučedník
- 1930–1933 Mark (Bogoljubov)
  - 1933–1934 Ioannikij (Popov) dočasný správce
- 1934–1935 Serafim (Zborovskij)
- 1935–1936 Fotij (Purlevskyj)
- 1936–1936 Serafim (Šamšin)
  - 1946–1947 Venedikt (Pljaskin) dočasný správce
  - 1947–1994 eparchie zrušena
- 1994–1996 Palladij (Šiman)
- 1996–1999 Innokentij (Vasiljev)
  - 1999–2000 Vadim (Lazebnyj) dočasný správce
- 2000–2014 Jevstafij (Jevdokimov)
- 2014–2016 Vladimir (Samochin)
  - 2016–2016 Dimitrij (Jelisejev) dočasný správce
- od 2016 Dimitrij (Jelisejev)